# Панетијери (Козенца)
Панетијери (итал. Panettieri) је насеље у Италији у округу Козенца, региону Калабрија.
Према процени из 2011. у насељу је живело 317 становника. Насеље се налази на надморској висини од 952 м.

## Становништво
Према резултатима пописа становништва 2011. у општини је живело 345 становника.
| 1931. | 1936. | 1951. | 1961. | 1971. | 1981. | 1991. | 2001. | 2011. |
| ----- | ----- | ----- | ----- | ----- | ----- | ----- | ----- | ----- |
| 751   | 801   | 914   | 830   | 429   | 461   | 400   | 375   | 345   |